# Конвей (Міссурі)
Конвей (англ. Conway) — місто (англ. city) в США, в окрузі Лаклід штату Міссурі. Населення — 729 осіб (2020).

## Географія
Конвей розташований за координатами 37°30′24″ пн. ш. 92°49′52″ зх. д. / 37.50667° пн. ш. 92.83111° зх. д. (37.506792, -92.831003).  За даними Бюро перепису населення США в 2010 році місто мало площу 4,75 км², з яких 4,72 км² — суходіл та 0,03 км² — водойми.

## Демографія
Згідно з переписом 2010 року, у місті мешкало 788 осіб у 303 домогосподарствах у складі 213 родин. Густота населення становила 166 осіб/км².  Було 362 помешкання (76/км²).
Расовий склад населення:
| - 94,8 % — білих - 0,9 % — корінних американців - 0,4 % — чорних або афроамериканців - 0,1 % — вихідців з тихоокеанських островів - 0,1 % — азіатів - 1,0 % — осіб інших рас |

До двох чи більше рас належало 2,7 %. Частка іспаномовних становила 2,8 % від усіх жителів.
За віковим діапазоном населення розподілялося таким чином: 30,6 % — особи молодші 18 років, 54,2 % — особи у віці 18—64 років, 15,2 % — особи у віці 65 років та старші. Медіана віку мешканця становила 33,9 року. На 100 осіб жіночої статі у місті припадало 98,5 чоловіків;  на 100 жінок у віці від 18 років та старших — 95,4 чоловіків також старших 18 років.
Середній дохід на одне домашнє господарство  становив 35 971 долар США (медіана — 27 679), а середній дохід на одну сім'ю — 38 898 доларів (медіана — 34 196). Медіана доходів становила 32 188 доларів для чоловіків та 21 250 доларів для жінок. За межею бідності перебувало 34,2 % осіб, у тому числі 38,5 % дітей у віці до 18 років та 21,4 % осіб у віці 65 років та старших.
Цивільне працевлаштоване населення становило 296 осіб. Основні галузі зайнятості: виробництво — 24,7 %, освіта, охорона здоров'я та соціальна допомога — 16,6 %, роздрібна торгівля — 13,2 %, мистецтво, розваги та відпочинок — 11,8 %.